# أدونيس وبري
أدونيس وبري (الاسم العلمي: Adonis villosa) نوع نباتي ينتمي إلى جنس الأدونيس أو عين الجمل من الفصيلة الحوذانية.